# Солеро
Солѐро (на италиански: Solero; на пиемонтски: Soleri, Солери, на местен диалект: Suliare, Сулиаре) е село и община в Северна Италия, провинция Алесандрия, регион Пиемонт. Разположено е на 102 m надморска височина. Населението на общината е 1709 души (към 2010 г.).